# Park Narodowy Archipiélago Los Roques
Park Narodowy Archipiélago Los Roques (hiszp. Parque nacional Archipiélago Los Roques) – park narodowy w Wenezueli położony w Dependencjach Federalnych. Został utworzony 8 sierpnia 1972 roku i zajmuje obszar 2251,53 km². Od 1996 roku jest wpisany na listę konwencji ramsarskiej. W 2008 roku został zakwalifikowany przez BirdLife International jako ostoja ptaków IBA.

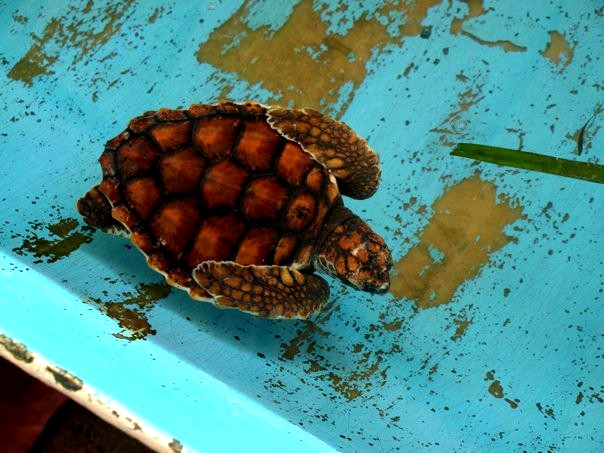
Żółw jadalny

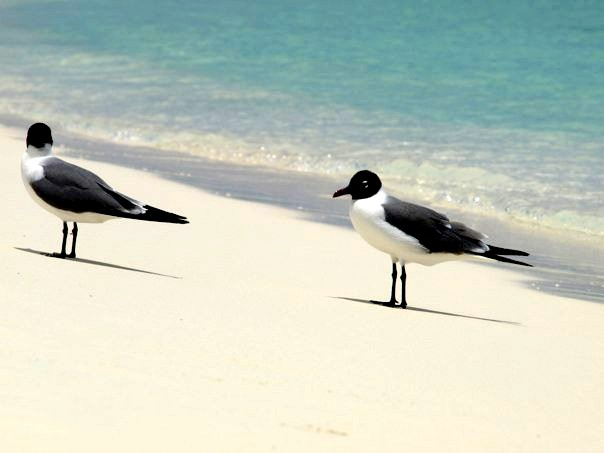
Mewy karaibskie

## Opis
Park obejmuje Archipelag Los Roques na Morzu Karaibskim oraz przylegające do niego wody. Jest to rozległy atol składający się z kilkudziesięciu wysp z których największą jest Gran Roque. Wschodnią i południową granicę archipelagu tworzą dwie duże bariery rafowe. W parku, oprócz raf koralowych, występują także lasy namorzynowe i trawy morskie.
Średnia roczna temperatura wynosi +28 °C, a średnie roczne opady 250 mm.

## Flora
W lasach namorzynowych rosną głównie Rhizophora mangle, Laguncularia racemosa, Conocarpus erectus i Avicennia germinans. Wśród traw morskich dominują reprezentujące rodzaj Syringodium oraz gatunek Thalassia testudinum.
Na wyspach rosną również m.in.: Sesuvium portulacastrum, Sporobolus pyramidatus, Cenchrus echinatus, Batis maritima, Tournefortia gnaphalodes, Setaria submacrostachya oraz kaktusy Stenocereus griseus, Melocactus caesius i Opuntia wentiana.

## Fauna
W parku występuje około 61 gatunków koralowców, 200 gatunków skorupiaków, 140 gatunków mięczaków, 45 gatunków szkarłupni, 60 gatunków gąbek i 280 gatunków ryb. 
Jedynym ssakiem żyjącym na lądzie jest nietoperz rybak nocny. W morzu często można zobaczyć delfiny zwyczajne.
W parku odnotowano 92 gatunki ptaków, w tym 6 podgatunków endemicznych. Są to Coereba flaverola lowii, Columbina passerina tortuguensis, Myiarchus tyrannulus brevipennis, Sublegatus modestus pallens, Vireo altiloquus bonairensis i Dendroica petechia obscura. Inne ptaki występujące w parku to m.in.: pelikan brunatny, głuptak czerwononogi, głuptak białobrzuchy, mewa karaibska, rybitwa rzeczna, rybołówka brunatna, rybitwa czubata, flaming karmazynowy i kormoran oliwkowy.
Żyją tu cztery gatunki żółwi: krytycznie zagrożony wyginięciem (CR) żółw szylkretowy, zagrożony wyginięciem (EN) żółw jadalny oraz narażone na wyginięcie (VU) karetta i żółw skórzasty. 
Koralowce występujące w parku to m.in.: krytycznie zagrożone wyginięciem (CR) Acropora palmata i Diploria labyrinthiformis oraz zagrożony wyginięciem (EN) Orbicella annularis.